# Arkadi Aleksandrov
Arkadi Aleksandrov (n. 1898, Soroca, gubernia Basarabia, Imperiul Rus – d. 1 decembrie 1937, Leningrad, RSFS Rusă, URSS) a fost un evreu basarabean, om de știință sovietic în domeniul creșterii plantelor.

## Biografie
S-a născut în orașul Soroca din același ținut, gubernia Basarabia, Imperiul Rus. A fost membru al PCUS între anii 1918-1937. Din 1935 a lucrat ca director adjunct al Institutului гnional „N. Vavilov” al Industriei plantelor. A fost tovarășul lui Nikolai Vavilov..
A fost arestat la 5 iulie 1937 în timpul Marii Epurări. Printr-o sesiune a Colegiului militar al Curții Supreme a URSS din 1 decembrie 1937, a fost condamnat în temeiul art. 58 din Codul penal al RSFSR la pedeapsa capitală. A fost executat prin împușcare la Leningrad la 1 decembrie 1937.

## Publicații
- Социалистическое растениеводство: Сборник работ („Producția socialistă de culturi: colecție de lucrări”) / Отв. ред. А. Б. Александров. — Л.: ВАСХНИЛ, 1936.
- Лиственница и её значение в народном хозяйстве СССР. Труды по прикладной ботанике, генетике и селекции („Zada și importanța ei în economia națională a URSS. Lucrare de botanică aplicată, genetică și reproducere”) / Отв. ред. А. Б. Александров. — Л.: ВАСХНИЛ, 1936.